# Església inacabada de Besora
L'Església inacabada de Besora és una obra de Santa Maria de Besora (Osona) inclosa a l'Inventari del Patrimoni Arquitectònic de Catalunya.

## Descripció
Estructura de planta rectangular, d'uns 88 m². El fet que mai s'acabés la seva obra impedeix afirmar la situació de la porta d'accés, possiblement al sud. Amb una orientació amb la capçalera a l'est, en desconeixem el seu mur de ponent. L'absis era carrat i presenta una finestra al Sud. Els seus murs, de grans carreus de pedra lligats amb argamassa, tenen un gruix de 1,10 m, aproximadament. S'abandonà la seva construcció quan aquests pujaven poc més de dos metres. Aquest és un factor important per a poder aprofundir en el procés i tècniques constructives de l'època.

## Història
Des del 898 l'església de Santa Maria de Besora es trobava al costat del castell, en un indret poc accessible pels vilatans. Aquest va ser un factor determinant que dugué a la construcció d'aquest nou temple, que mai seria acabat, ja que es troba al centre mateix d'un dels millors camps de conreu de Besora. La llegenda, molt possiblement certa, diu que desapareixien les eines cada nit i apareixien on ara hi ha l'església, ja que la Mare de Déu hi volia el temple. Creiem que més aviat era el propietari del camp... Aquesta església precedeix en pocs anys a l'actual i representa la desvinculació definitiva del poble de Besora respecte el castell.